# Liste bedeutender Fotokamerahersteller
Die Liste bedeutender Fotokamerahersteller bezieht sich auch auf Anbieter von Kameras und deren Zubehör, nicht nur auf Hersteller, da verschiedene Anbieter ihre Produkte bei anderen Herstellern fertigen lassen oder auch ausschließlich deren Entwicklungen unter eigenem Namen verkaufen.

## A
- Agfa: Filme aller Art sowie analoge Kameras
- Alpa: Mittelformat analog/digital (früher Kleinbild)
- Arca-Swiss: Großformatkameras

## B
- Bilora: Kleinbildkameras
- Braun Photo Technik: Kameras, Diaprojektoren
- Brenner Import- & Großhandels GmbH (B.I.G.): Kleinbild- und Mittelformatkameras, diverses Fotozubehör
- Bronica: Mittelformatkameras

## C
- Cambo: Großformatkameras
- Camogli: Mittelformatkameras
- Canham Cameras: Großformatkameras
- Canon: APS-Kameras, Digitalkameras, Kleinbildkameras, Objektive
- Carena: Kleinbildkameras, Objektive
- Casio: Digitalkameras
- Chinon: Digitalkameras, Kleinbildkameras
- Contax: APS-Kameras, Digitalkameras, Kleinbildkameras, Mittelformatkameras

## D
- Dr. Gilde: Mittelformatkameras
- DHW Fototechnik: digitale und analoge Mittelformatkameras, TLR-Mittelformatkameras, Fachkameras, Kleinbildkameras

## E
- Epson: Digitalkameras
- Ernemann-Werke AG: Kinoprojektoren und Kameras, darunter die Ermanox mit damals lichtstärkstem Serienobjektiv der Welt

## F
- FED: Kleinbildkameras
- Fujifilm: APS-Kameras, Digitalkameras, Kleinbildkameras, Mittelformatkameras

## G
- Gandolfi: Großformatkameras
- Gottschalt: Fachkameras

## H
- Hasselblad: Kleinbildkameras, Mittelformatkameras
- Hitachi: Digitalkameras
- Hewlett-Packard (HP): Digitalkameras
- Horseman: Großformatkameras, Mittelformatkameras

## I
- Ihagee: Kleinbildkameras (Bezeichnungen Exa und Exakta)

## J
- Jenoptik: Digitalkameras
- JVC: Digitalkameras

## K
- Kalimar: Kleinbildkameras, Mittelformatkameras, Objektive
- Kamera Werk Dresden: Panoramakameras für Kleinbild und Mittelformat (Bezeichnung Noblex)
- Kiev: Mittelformatkameras, Kleinbildkameras
- Kodak: APS-Kameras, Kleinbildkameras, Digitalkameras
- Konica: APS-Kameras, Digitalkameras, Kleinbildkameras, Mittelformatkameras, Objektive
- Konica Minolta: Fusion aus Konica und Minolta; Digitalkameras, Objektive
- Kōwa: Mittelformatkameras
- Kyocera: (siehe auch Yashica und Contax): Digitalkameras

## L
- Leaf: Digitale Rückwände für Mittelformatkameras
- Leica: APS-Kameras, Analogkameras, Digitalkameras, Kleinbildkameras
- Linhof: Großformatkameras, Mittelformatkameras
- Lomo: analoge Kleinbildsucherkameras
- Lotus-View: Großformatkameras

## M
- Mamiya: Kleinbildkameras, Mittelformatkameras, Digitalkameras
- Meyer-Optik: v. a. Objektive
- Minolta: APS-Kameras, Digitalkameras, Kleinbildkameras, Mittelformatkameras, Objektive
- Minox: Digitalkameras, Kleinbildkameras
- Miranda Camera: Hersteller von 35mm Kleinbildkameras
- Mustek: Digitalkameras

## N
- Nikon: APS-Kameras, Digitalkameras, Kleinbildkameras, Objektive für GF-Kameras

## O
- Olympus: APS-Kameras, Digitalkameras, Kleinbildkameras
- OM Digital Solutions: Digitalkameras, Objektive

## P
- Panasonic: Digitalkameras, Smartphones
- Pentacon: Digitalkameras, Kleinbildkameras (Bezeichnung Praktica), früher auch Mittelformatkameras
- Pentax: Digitalkameras, Kleinbildkameras, Mittelformatkameras
- Phase One: Digitalkameras (digitaler Rückteile)
- Plaubel: Großformatkameras
- Polaroid: Digitalkameras, Sofortbildsysteme chemisch

## R
- RBT: Stereokameras und Projektoren
- Reflekta-Kamerawerk Tharandt: TLR-Mittelformatkameras, Reflekta
- Ricoh: Digitalkameras, Kleinbildkameras
- Rheinmetall: Kleinbildkameras EXA, Exakta
- Rollei: Digitalkameras, Kleinbildkameras, digitale und analoge Mittelformatkameras, TLR-Mittelformatkameras

## S
- Sakar International Zubehör, Digitalkameras
Marken Vivitar, Kodak
- Samsung: Digitalkameras, Kleinbildkameras
- Sanyo: Digitalkameras
- Sigma: Digitalkameras, Kleinbildkameras, Objektive
- Silvestri: Großformatkameras
- Sinar: Digitalkameras, Großformatkameras
- Sony: Digitalkameras, Objektive

## T
- Tachihara: Mittelformatkameras
- Tamron: Objektive
- Teamwork: Mittelformatkameras
- Tokina: Objektive
- Topcon: Kleinbildkameras
- Toshiba: Digitalkameras, Großformatkameras

## Y
- Yashica (siehe auch Kyocera und Contax): Digitalkameras, Kleinbildkameras
- Yashica-Kyocera: Mittelformatkameras

## V
- Vinten: Luftbildkameras
- Vivitar: Digitalkameras, Wechselobjektive
- Voigtländer: Analogkameras, APS-Kameras, Digitalkameras, Kleinbildkameras, erstes Foto-Zoomobjektiv der Welt, aktuell: ausschließlich Objektive

## W
- Walker Cameras: Großformatkameras
- Welta: Mittelformatkameras, TLR, Kleinbildkameras. Später aufgegangen in Pentacon
- Wünsche, Emil AG: Magazinkameras, Laufboden-Klappkameras mit Klappmechanismus, Reisekameras; aufgegangen in ICA Dresden im Jahre 1909

## Z
- Zeiss Ikon: Kleinbildkameras
- Zenit: Kleinbildkameras, Mittelformatkameras
- Zenza Bronica: Mittelformatkameras
- Zorki: Kleinbildkameras